# منصور باشا
منصور باشا، لاعب كرة قدم كويتي سابق.
و قد كان يلعب مع نادي العربي الكويتي، وقد سجل هدف في نهائي كأس الأمير 1997/1998.
و هو الآن عضو في مجلس إدارة نادي العربي الكويتي.